# 한국장학재단
한국장학재단(韓國奬學財團, Korea Student Aid Foundation, 약칭: KOSAF)은 국가 장학 기금을 효율적으로 운영하여 맞춤형 학자금 지원 체제를 구축함으로써 경제적 여건에 관계없이 누구나 의지와 능력에 따라 고등교육 기회를 가질 수 있도록 지원함으로써, 국가와 사회가 필요로 하는 인재 육성에 기여함을 목적으로 이명박 정부 때인 2009년 5월 설립된 교육부 산하 위탁집행형 준정부기관이다.
본래 재단본부는 서울특별시 중구 통일로 10(남대문로5가 84-11) 서울역 건너편의 연세세브란스빌딩 24층에 있었으나, 정부의 공공기관 지방이전 정책에 따라 2015년 11월 2일부터 대구광역시 동구 신암로 125(신암2동 819-1) 옛 교보생명빌딩을 매입하여 리모델링한 후 입주했다. 기존 남대문로5가 본부는 서울사무소로 변경됐다.
이 기관에서 취업후 상환 학자금대출 등 학자금대출과 국가장학금 사무를 집행하고 있으며 기타 사업으로 차세대리더육성멘토링 등 인재육성지원 프로그램, '푸른등대' 기부사업, 학생복지 시설 설치 및 운영사업을 진행하고 있다.

## 설립 근거
- 한국장학재단 설립 등에 관한 법률 제1조(목적) 이 법은 한국장학재단을 설립하고 이를 통하여 대학생에 대한 학자금 지원 제도를 효율적으로 운영함으로써 경제적 여건에 관계없이 누구나 의지와 능력에 따라 고등교육 기회를 가질 수 있도록 함을 목적으로 한다.

## 주요 사업

### 학자금대출
- 취업후 상환 학자금대출
- 일반 상환 학자금대출
- 농어촌출신 대학생 학자금융자

### 장학금

#### 소득연계형 국가장학금
- 국가장학금 I 유형 (학생직접지원형)
- 국가장학금 II 유형 (대학연계지원형)
- 다자녀(셋째아이 이상) 국가장학금
- 지역인재장학금
- 입학금 지원 장학금

소득연계형 근로장학금 중 국가장학금 I 유형은 대한민국 국적으로 국내 대학에 재학 중인 소득 8구간(분위) 이하 대학생 중 성적기준 충족자로, 해당학기 국가장학금 신청절차(가구원 동의, 서류제출)를 완료하여 소득수준이 파악된 학생을 대상으로 지급된다. 소득분위는 사회보장정보시스템을 통해 확인한 가구원 소득, 재산, 금융자산, 부채 등을 반영하여 소득인정액을 산정하여 결정한다.
2025년에는 국가장학금 2차 신청이 8월 초부터 9월 초 사이에 진행될 예정이며, 소득분위 및 유형에 따라 최대 520만 원까지 차등 지원된다.
| 소득구간(분위)    | 학기별 최대지원금액 | 연간 최대지원금액 |
| ----------------- | ------------------- | ----------------- |
| 기초생활수급자    | 260만원             | 520만원           |
| 1분위, 차상위계층 | 260만원             | 520만원           |
| 2분위             | 260만원             | 520만원           |
| 3분위             | 260만원             | 520만원           |
| 4분위             | 195만원             | 390만원           |
| 5분위             | 184만원             | 368만원           |
| 6분위             | 184만원             | 368만원           |
| 7분위             | 60만원              | 120만원           |
| 8분위             | 33.75만원           | 67.5만원          |

| 구분   | 구간(분위) 경곗값 | 기준중위소득 대비 비율 |
| ------ | ----------------- | ---------------------- |
| 1분위  | 1,355,761(이하)   | 30%                    |
| 2분위  | 2,259,601(이하)   | 50%                    |
| 3분위  | 3,163,441(이하)   | 70%                    |
| 4분위  | 4,067,282(이하)   | 90%                    |
| 5분위  | 4,519,202(이하)   | 100%                   |
| 6분위  | 5,423,042(이하)   | 120%                   |
| 7분위  | 6,778,803(이하)   | 150%                   |
| 8분위  | 9,038,404(이하)   | 200%                   |
| 9분위  | 13,557,606(이하)  | 300%                   |
| 10분위 | 13,557,606(초과)  | 300%(초과)             |

#### 국가 교육근로장학금
- 국가 교육근로장학금
- 대학생청소년교육지원
- 다문화·탈북학생 멘토링

#### 국가우수장학금
- 대통령과학장학금
- 국가우수장학금(이공계)
- 인문100년장학금(구, 국가우수장학금(인문사회계)
- 예술체육비전장학금
- 우수고등학생 해외유학 장학금(드림장학금)
- 대학원생지원장학금
- 국가전문대학우수장학금

#### 중소기업 취업연계 장학금
- 중소기업 취업연계 장학금(희망사다리)

#### 기부장학금
- 푸른등대 기부장학금

### 기타 사업
- 사회리더 대학생 멘토링(차세대리더육성멘토링)
- 대학생지식멘토링
  - 대학생 재능봉사 캠프 사업
  - 다문화 및 탈북학생 멘토링
  - 대학생 청소년 교육지원 사업

## 연혁
- 2008년 2월: 맞춤형 국가장학제도 구축 국정 증점과제 선정
- 2008년 5월: 맞춤형 국가장학제도 구축 기본방안 수립
- 2008년 10월: 한국장학재단 설립 등에 관한 법률 정부안 확정
- 2009년 1월: 한국장학재단 설립 등에 관한 법률 국회 통과
- 2009년 2월: 법률 공포 및 한국장학재단 설립준비위원회 발족
- 2009년 4월: 한국장학재단 IT인프라 구축
- 2009년 5월: 한국장학재단 설립(초대 이사장 이경숙박사)
- 2009년 6월: 한국장학재단 채권 신용등급 AAA획득(한국기업평가)
- 2009년 7월: 학자금 직접대출 개시
- 2010년 1월: 공공기관 최초 지정 및 위탁집행형 준정부기관 분류
- 2010년 1월: 재단채 정부보증 승인, 정부보증채권 발행 개시
- 2010년 1월: 취업 후 상환 학자금대출 시행
- 2010년 5월: 등록금 우선감면 장학제도 시행
- 2010년 5월: 차세대 리더 육성 멘토링 네트워크(KORMENT) 출범
- 2010년 6월: 제1회 국제학자금 포럼 개최
- 2010년 6월: 푸른등대 기부장학금 시행
- 2010년 10월: 국제신용등급(Moody's: A1, Fitch: A+) 획득
- 2010년 11월: 한국장학재단 서비스센터 KS인증 획득
- 2011년 7월: 2010년도 공공기관 경영평가기관 평가A등급 획득(신설기관 최초)
- 2011년 8월: 국가 법정기부금 단체 지정
- 2011년 9월: 여성가족부 가족 친화 경영인증 획득
- 2011년 10월: International Business Awards Financial Service 본상 수상
- 2011년 11월: 2011 Spotlight Awards Education/Research/Foundation 부문 연차보고서 동상 수상
- 2011년 11월: 금융형 기관 지정
- 2011년 11월: 제21회 대한민국 커뮤니케이션대상 우수창간사보상 수상
- 2011년 11월: 제2회 국제 학자금 정책포럼 개최
- 2011년 12월: ‘12년 1학기 학자금 대출 금리 인하(49%→39%) 및 취업후 상환 학자금대출 자격기준완화(B학점 이상→C학점 이상)
- 2012년 1월: 등록금 부담 완화를 위한 국가장학금 제도 시행(연 1.75조원)
- 2012년 1월: 제8회 Webaward Korea 비영리단체 부문 대상 수상
- 2012년 3월: 2012 행복더함 사회공헌 대상 수상
- 2012년 10월: International Business Awards 올해의 소비자 마케팅 캠페인 금상 등 수상
- 2012년 11월: 제22회 대한민국 커뮤니케이션 대상 최우수광고 및 공익캠페인상 수상
- 2012년 11월: 제5회 대한민국 인터넷소통·소셜미디어 대상 준정부기관부문 대상 수상
- 2012년 12월: 2012 대한민국 블로그 어워드 공공기관부문 우수상 수상
- 2012년 12월: 제9회 Webaward Korea 웹진부문 우수상 수상
- 2013년 1월: 소득연계 맞춤형 반값등록금을 위한 국가장학금 사업 확대(연 2.7조원)
- 2013년 1월: 취업후 상환 학자금대출 금리 인하(39% → 29%)
- 2013년 3월: 2013 행복더함 사회공헌 대상 수상
- 2013년 5월: 제2대 곽병선 이사장 취임
- 2013년 10월: International Business Awards 웹사이트기술부문 금상 등 수상(3년 연속 수상)
- 2013년 10월: 제6회 대한민국 소셜미디어 대상 수상
- 2013년 11월: 2013대한민국 최우수공공서비스대상 수상
- 2013년 11월: 제6회 대한민국 인터넷소통·소셜미디어대상 수상
- 2013년 12월: 제23회 커뮤니케이션 대상 수상
- 2014년 1월: 다자녀 국가장학금 및 지방인재 장학금 시행
- 2014년 1월: 저소득층 지원 대폭 강화한 국가장학금 사업 확대(연 3.5조원)
- 2014년 3월: 2014 행복더함 사회공헌 대상 수상(3년 연속 수상)
- 2014년 6월: 2014 세종대왕나눔봉사 대상 및 국회윤리특별위원장상 수상
- 2014년 7월: 맞춤형 카운슬링 센터(부산 학자금지원센터) 개소
- 2014년 7월: 한국장학재단 저금리 전환대출 시행
- 2014년 9월: 학생종합복지센터 건립지원을 위한 MOU 체결
- 2014년 10월: 2014 대한민국 경제리더 대상 사회책임경영부문 대상
- 2014년 10월: 2014 한국의 경영대상 '한국의 CS혁신 리더' 수상
- 2014년 10월: International Business Awards 웹사이트기술부문 금상 등 수상
- 2014년 11월: 2014 공공부문 인적자원개발 우수기관(Best-HRD) 인증
- 2014년 11월: 제7회 인터넷소통·소셜미디어 대상 소통행정부문 대상 수상
- 2015년 1월: 사회보장정보시스템 연계 소득구간(분위) 산정체계 개선
- 2015년 1월: 소득연계형 반값등록금 완성을 위한 장학금확대(3.6조원)
- 2015년 1월: 한국장학재단 저금리 전환대출 실시(~5월)
- 2015년 5월: 제4회 국제학자금포럼 개최
- 2015년 6월: 예체능계 국가우수장학사업 실시
- 2015년 6월: 환경경영관리시스템(ISO14001) 인증
- 2015년 9월: 학생종합복지센터(대학생 연합기숙사) 착공
- 2015년 11월 2일: 한국장학재단 본사 대구 이전 완료.(동구 신암로 125, 신암2동) 기존 남대문로5가 본부는 서울사무소로 변경.
- 2015년 12월: 2015년 대한민국 커뮤니케이션 대상 전자사보 부문 기획대상 수상
- 2015년 12월: 제8회 대한민국 인터넷 소통대상 공공부문 대상 수상
- 2016년 4월: 성과연봉제 확대 도입
- 2016년 5월: 제3대 안양옥 이사장 취임
- 2016년 5월: 제5회 국제학자금포럼 개최
- 2016년 8월: 학자금 중복지원방지를 위한 법률 ( ｢장학재단법｣, ｢상환특별법｣) 및 시행령 개정
- 2016년 10월: 제2호 대학생 연합생활관 건립기부금 유치(400억 원)
- 2016년 12월: 전국장학재단협의회 설립
- 2016년 12월: 제1호 전국대학생연합생활관 완공
- 2017년 3월: 한국장학재단 대학생연합생활관 개관
- 2018년 8월: 제4대 이정우 이사장 취임
- 2020년 1월: 한국장학재단 열린북카페 개관
- 2021년 10월: 제5대 정대화 이사장 취임

## 조직
- 상임감사
  - 감사실

### 이사장
- 인사실
- 홍보실
- 대외협력실
- 장학정책연구소
- 기획조정실

#### 상임이사
- 국가장학금본부
  - 국가장학부
  - 우수장학부
- 학생지원본부
  - 학생복지사업부
  - 교육기부부
  - 학생민원부

#### 총괄본부장
- 대학현장지원부
- 서울현장지원센터
- 경기(인천)현장지원센터
- 강원현장지원센터
- 부산(경남∙울산)현장지원센터
- 대구(경북)현장지원센터
- 광주(전남∙제주)현장지원센터
- 대전(충남∙세종)현장지원센터

#### 상임이사
- 경영지원본부
  - 학자금운영부
  - IT전략부
  - 총무부
- 국가학자금본부
  - 대출지원부
  - 상환관리부
  - 상환지원부

## 그 외
신한카드, 우리카드, 하나카드에서 장학재단 제휴형 체크카드가 나오고 있는데, 여기서 적립해 주는 포인트는 각 신용카드사 포인트가 아닌, 장학재단 전용 포인트다.